# فنجانکی کلوس
فنجانکی کلوس (نام علمی: Cyathea klossii) نام یک گونه از سرده فنجانکی‌ها است.